# Wahlkreis Marzahn-Hellersdorf 4
Der Wahlkreis Marzahn-Hellersdorf 4 ist ein Abgeordnetenhauswahlkreis in Berlin. Er gehört zum Wahlkreisverband Marzahn-Hellersdorf und umfasst seit der Abgeordnetenhauswahl 2006 die Gebiete Marzahner Chaussee, Springpfuhl, Biesdorf-Nord und Biesdorf-Süd.

## Abgeordnetenhauswahl 2023
Bei der Wahl zum Abgeordnetenhaus von Berlin 2023 traten folgende Kandidaten an:
| Name                              | Partei           | Anteil der Erststimmen | Anteil der Zweitstimmen |
| --------------------------------- | ---------------- | ---------------------- | ----------------------- |
| Christian Gräff                   | CDU              | 42,9 %                 | 36,5 %                  |
| Regina Kittler                    | Die Linke        | 15,0 %                 | 14,4 %                  |
| Patrick Fritsch                   | AfD              | 14,1 %                 | 14,7 %                  |
| Dmitri Geidel                     | SPD              | 12,7 %                 | 15,7 %                  |
| Pascal Grothe                     | Grüne            | 07,2 %                 | 06,8 %                  |
| Cornelia Schulz                   | Tierschutzpartei | 03,5 %                 | 03,0 %                  |
| Anja Molnar                       | FDP              | 02,2 %                 | 03,0 %                  |
| Patric Schäfer                    | Die PARTEI       | 01,6 %                 | 01,1 %                  |
| Axel Becker                       | dieBasis         | 00,9 %                 | 00,6 %                  |
| –                                 | Sonstige         | –                      | 04,2 %                  |
| Wahlberechtigte: 34.702 Einwohner |                  |                        |                         |
| Wahlbeteiligung: 64,5 %           |                  |                        |                         |

## Abgeordnetenhauswahl 2021
Bei der Wahl zum Abgeordnetenhaus von Berlin 2021 traten folgende Kandidaten an:
| Name                              | Partei           | Anteil der Erststimmen | Anteil der Zweitstimmen |
| --------------------------------- | ---------------- | ---------------------- | ----------------------- |
| Christian Gräff                   | CDU              | 35,5 %                 | 27,5 %                  |
| Regina Kittler                    | Die Linke        | 18,7 %                 | 18,3 %                  |
| Dmitri Geidel                     | SPD              | 14,2 %                 | 17,5 %                  |
| Patrick Fritsch                   | AfD              | 11,7 %                 | 12,5 %                  |
| Pascal Grothe                     | Grüne            | 08,2 %                 | 07,9 %                  |
| Anja Molnar                       | FDP              | 04,1 %                 | 04,7 %                  |
| Cornelia Schulz                   | Tierschutzpartei | 03,9 %                 | 02,5 %                  |
| Patric Schäfer                    | Die PARTEI       | 01,9 %                 | 01,4 %                  |
| Axel Becker                       | dieBasis         | 01,8 %                 | 01,2 %                  |
| –                                 | Sonstige         | –                      | 06,5 %                  |
| Wahlberechtigte: 34.811 Einwohner |                  |                        |                         |
| Wahlbeteiligung: 76,2 %           |                  |                        |                         |

## Abgeordnetenhauswahl 2016
Bei der Wahl zum Abgeordnetenhaus von Berlin 2016 traten folgende Kandidaten an:
| Name                              | Partei           | Anteil der Erststimmen | Anteil der Zweitstimmen |
| --------------------------------- | ---------------- | ---------------------- | ----------------------- |
| Christian Gräff                   | CDU              | 26,0 %                 | 20,2 %                  |
| Regina Kittler                    | Die Linke        | 25,9 %                 | 24,4 %                  |
| Jens Pochandke                    | AfD              | 19,8 %                 | 20,7 %                  |
| Liane Ollech                      | SPD              | 17,4 %                 | 17,7 %                  |
| Nickel von Neumann                | Grüne            | 04,8 %                 | 05,0 %                  |
| Anja Molnar                       | FDP              | 02,7 %                 | 03,2 %                  |
| Heidemarie Sandner                | Einzelbewerberin | 01,4 %                 | 0–                      |
| Dieter Kühnold                    | ProD             | 01,2 %                 | 00,9 %                  |
| Jürgen Beck                       | NPD              | 00,8 %                 | 00,9 %                  |
| –                                 | Tierschutzpartei | 0–                     | 01,8 %                  |
| –                                 | Graue Panther    | 0–                     | 01,4 %                  |
| –                                 | Die PARTEI       | 0–                     | 01,0 %                  |
| –                                 | Sonstige         | 0–                     | 02,8 %                  |
| Wahlberechtigte: 34.019 Einwohner |                  |                        |                         |
| Wahlbeteiligung: 68,7 %           |                  |                        |                         |

## Abgeordnetenhauswahl 2011
Bei der Wahl zum Abgeordnetenhaus von Berlin 2011 traten folgende Kandidaten an:
| Name                              | Partei           | Anteil der Erststimmen | Anteil der Zweitstimmen |
| --------------------------------- | ---------------- | ---------------------- | ----------------------- |
| Regina Kittler                    | Die Linke        | 30,4 %                 | 27,6 %                  |
| Liane Ollech                      | SPD              | 28,6 %                 | 27,9 %                  |
| Christian Gräff                   | CDU              | 24,9 %                 | 19,9 %                  |
| Stefan Ziller                     | Grüne            | 06,9 %                 | 06,1 %                  |
| Hans-Georg Lerche                 | pro Deutschland  | 04,2 %                 | 02,2 %                  |
| Günter Konrad                     | Die Freiheit     | 02,1 %                 | 01,2 %                  |
| André Otto                        | Einzelbewerber   | 01,7 %                 | 0–                      |
| Bernd Strempel                    | FDP              | 01,3 %                 | 01,4 %                  |
| –                                 | Piraten          | 0–                     | 07,7 %                  |
| –                                 | NPD              | 0–                     | 03,1 %                  |
| –                                 | Tierschutzpartei | 0–                     | 01,5 %                  |
| –                                 | Sonstige         | 0–                     | 01,4 %                  |
| Wahlberechtigte: 34.062 Einwohner |                  |                        |                         |
| Wahlbeteiligung: 60,9 %           |                  |                        |                         |

## Abgeordnetenhauswahl 2006
Bei der Wahl zum Abgeordnetenhaus von Berlin 2006 traten folgende Kandidaten an:
| Name                              | Partei           | Anteil der Erststimmen |
| --------------------------------- | ---------------- | ---------------------- |
| Carl Wechselberg1                 | Die Linke        | 33,3 %                 |
| Liane Ollech                      | SPD              | 31,3 %                 |
| Joachim Stahr                     | CDU              | 14,8 %                 |
| Christa Mientus                   | FDP              | 06,1 %                 |
| Bernadette Kern                   | Grüne            | 05,8 %                 |
| Michael Pardon                    | WASG             | 05,4 %                 |
| Tanja-Kyra Berndt                 | DAP              | 01,7 %                 |
| Hanns-Gerd Volkmann               | Die Couragierten | 01,5 %                 |
| Wahlberechtigte: 33.091 Einwohner |                  |                        |
| Wahlbeteiligung: 57,0 %           |                  |                        |

1 Seit 29. September 2009 Mitglied der SPD-Fraktion.

## Abgeordnetenhauswahl 2001
Der Wahlkreis Marzahn-Hellersdorf 4 umfasste zur Abgeordnetenhauswahl am 21. Oktober 2001 die Gebiete Biesdorf-Nord, Biesdorf-Süd, Marzahner Chaussee und Marchwitzastraße. Bei der Wahl zum Abgeordnetenhaus von Berlin 2001 traten folgende Kandidaten an:
| Name                              | Partei         | Anteil der Erststimmen |
| --------------------------------- | -------------- | ---------------------- |
| Stefan Liebich                    | PDS            | 47,5 %                 |
| Liane Ollech                      | SPD            | 22,7 %                 |
| Norbert Eyck                      | CDU            | 16,1 %                 |
| Matthias Andrae                   | FDP            | 05,5 %                 |
| Erhard Thomas                     | Einzelbewerber | 05,2 %                 |
| Ernst-Gottfried Buntrock          | Grüne          | 03,0 %                 |
| Wahlberechtigte: 30.555 Einwohner |                |                        |
| Wahlbeteiligung: 66,6 %           |                |                        |

## Abgeordnetenhauswahl 1999
Der Wahlkreis Marzahn 4 umfasste zur Abgeordnetenhauswahl am 10. Oktober 1999 die Gebiete Biesdorf-Nord, Biesdorf-Süd, Marzahner Chaussee und Marchwitzastraße. Bei der Wahl zum Abgeordnetenhaus von Berlin 1999 traten folgende Kandidaten an:
| Name                              | Partei | Anteil der Erststimmen |
| --------------------------------- | ------ | ---------------------- |
| Stefan Liebich                    | PDS    | 45,4 %                 |
| Matthias Andrae                   | CDU    | 30,4 %                 |
| Ernst Ollech                      | SPD    | 16,2 %                 |
| Matthias Wichmann                 | NPD    | 03,7 %                 |
| Norbert Helm                      | Grüne  | 03,1 %                 |
| Christian Thonfeld                | FDP    | 01,3 %                 |
| Wahlberechtigte: 30.004 Einwohner |        |                        |
| Wahlbeteiligung: 66,2 %           |        |                        |

## Abgeordnetenhauswahl 1995
Die Bezirke Marzahn und Hellersdorf hatten vor ihrer Fusion im Jahr 2001 bei der Abgeordnetenhauswahl am 22. Oktober 1995 insgesamt neun Wahlkreise. Ein direkter Vergleich ist daher nicht möglich.

## Bisherige Abgeordnete
Direkt gewählte Abgeordnete des Wahlkreises Marzahn-Hellersdorf 4 (bis 1999: Marzahn 4):
| Jahr | Name             | Partei     | Anteil der Erststimmen |
| ---- | ---------------- | ---------- | ---------------------- |
| 2023 | Christian Gräff  | CDU        | 42,9 %                 |
| 2021 | Christian Gräff  | CDU        | 35,5 %                 |
| 2016 | Christian Gräff  | CDU        | 26,0 %                 |
| 2011 | Regina Kittler   | Die Linke  | 30,4 %                 |
| 2006 | Carl Wechselberg | Die Linke1 | 33,3 %                 |
| 2001 | Stefan Liebich   | PDS        | 47,5 %                 |
| 1999 | Stefan Liebich   | PDS        | 45,4 %                 |

1 Seit 29. September 2009 Mitglied der SPD-Fraktion.